# Mözs
Mözs  (németül: Mesch vagy Mötschau) Tolna város része Tolna vármegyében. 1989-ig önálló község volt. Ez volt máig az utolsó községegyesítés Magyarországon, erre a rendszerváltás óta nem volt példa.
A helyeiek 2008-ban kezdeményezték az ismét önálló községgé történő alakulást, azonban a törvényes feltételek meglétének hiánya – elsősorban a Tolnával való egybeépültség – miatt erre eddig nem került sor.

## Fekvése
A Duna jobbparti oldalán helyezkedik el, Szekszárd és Tolna között. Szekszárdtól nagyjából 11 kilométerre északkeletre fekszik, Tolnával összeépülve.

## Megközelítése
Központján csak az 5112-es út halad át, ezen érhető el Tolna központja és Szekszárd felől is. Határszéleit érinti a 6-os főút, az M6-os autópálya és az M9-es autóút is, az ország távolabbi részei felől közúton ezeken érhető el a legegyszerűbben. A városrész határában ágazik el a Székesfehérvár felé vezető 63-as főút.
Vonattal a MÁV 46-os számú Rétszilas–Bátaszék-vasútvonalán érhető el. Tolna-Mözs vasútállomás Mözs lakott területének északnyugati részén helyezkedik el, a vonal állomásainak viszonylatában Fácánkert megállóhely és Szekszárd-Palánk megállóhely között; közúti elérését az 5112-es útból kiágazó 51 367-es számú mellékút teszi lehetővé.

## Története
Területe már a római időkben is lakott volt. Először a 13. században van róla magyar írásos emlék, ekkor még Mez néven.
A falut a későbbi időben több néven is említik, úgymint: Mecs, Mezs, Mecse, Mócs, Mers, Mösse, Mesz, Möss, Moss.
A török korban elnéptelenedett, de a visszafoglalás után (főképp svábokkal) újranépesítették. A németek mellett a 20. században telepítettek ide felvidéki magyarokat (a II. világháború utáni szlovák-magyar lakosságcsere keretében), valamint székelyeket is.
1721-22 től, az akkori összeírásokban szerepel először Mözs néven.

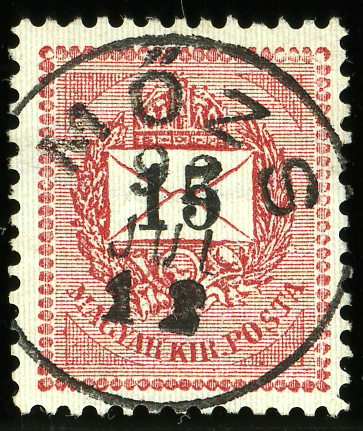
Postai bélyeg 1892-ből, mözsi bélyegzőlenyomattal

Mözst 1989-ben Tolnához csatolták, annak várossá nyilvánításával egyidejűleg, de a két település együttélése nem problémamentes. Elsősorban a mözsi iskola bezárásának terve miatt 2005-ben helyi népszavazást tartottak a községegyesítés megszüntetéséről, ez azonban az alacsony részvétel miatt nem volt érvényes, bár a voksolók többsége a különválás mellett döntött.
2008. március 9-én ismét népszavazást tartottak a Tolnától való elszakadás ügyében. Ezúttal megfelelő részvétel mellett 68%-os többség döntött az elszakadás mellett. Az önkormányzati miniszter azonban nem terjesztette elő a kérdést döntésre a köztársasági elnökhöz, mivel vitatta a törvényes feltételek meglétét. A miniszter döntése elleni fellebbezést – elsősorban Mözs és Tolna egybeépültsége miatt – a Fővárosi Bíróság elutasította, ennek következtében a közeli jövőben nem kerül sor Mözs önálló községgé alakulására.

## Látnivalók
- Szentháromság-szobor

A 6 méter magas, mecseki homokkőből faragott szobor Bartalics Mihály alkotása, felállítási éve 1861.
- Katolikus templom (1822)
- Szoborpark, világháborús emlékmű